# Romániai magyar diáknaptárak
Diáknaptár Diáknaptár a két világháború közt többször is kezdeményezett pedagógiai célú kiadványsorozat Erdélyben.
Kolozsvárt már 1923-ban megjelent az Erdélyi Magyar Lányok diáknaptára. A Brósz Emil szerkesztésében Kézdivásárhelyen kiadott Diáknaptár az 1924-25. tanévre az ifjúság természetismeretét gyarapította. A Diáknaptár 1930/31 c. kiadványt Erdély és Szlovenszkó ifjúsága részére állította össze és adta ki a kolozsvári Jóbarát és a komáromi Tábortűz ifjúsági lapok szerkesztősége. Ebben a zsebkönyvszerű naptárkötetben szó esett a falukutatás gyakorlati módszereiről, az erdélyi magyar ifjúság helyzetének alakulásáról, a linóleummetszés technikájáról. A kötetet Harmos Károly komáromi festőművész rajzai és metszetei díszítették, ezek közül kiemelkedik tárgyával a Bolyai Farkas kályhás kocsijáról készített linómetszet.
Újabb vállalkozás a két évfolyamot megért Amicus Diáknaptár: az 1937-38-as I. kötetet Szenczei László gondozta. Mindkét kötet kiadója a kolozsvári Lepage könyvkereskedés. A II. kötet zömében kolozsvári tanárokból alakult szerkesztői munkaközösségében Antal Márk, Bíró Sándor, Brüll Emánuel, Finta Gerő, László Tihamér, Szabó T. Attila is részt vett. A kiadvány az ifjúság egész érdeklődési körét igyekezett átfogni a hazai és az egyetemes művelődéstörténettől a falukutatáson át az év kiemelkedő sportteljesítményéig. A román-magyar művelődési kapcsolatok szempontjából fontos Bíró Sándor Nicolae Bălcescu-tanulmánya az I. kötetben.